# Warhammer 40,000: Squad Command
Warhammer 40,000: Squad Command est un jeu vidéo de tactique au tour par tour développé par RedLynx et publié par THQ en novembre 2007 sur PlayStation Portable et en décembre 2007 sur Nintendo DS. Le jeu se déroule dans l’univers de science-fiction de Warhammer 40,000 créé par Games Workshop. Dans sa campagne solo, le joueur y contrôle une équipe de Space Marines et doit affronter les forces du Chaos contrôlées par l’ordinateur au cours de 15 missions. Le jeu propose également un mode multijoueur dans lequel les joueurs peuvent choisir d’incarner les Space Marines ou les forces du Chaos.
| Squad Command  |      |       |
| Média          | Nat. | Notes |
| Cyber Stratège | FR   | 6/10  |
| Eurogamer      | UK   | 7/10  |
| Gamekult       | FR   | 5/10  |
| GameSpot       | US   | 55 %  |
| Game Informer  | US   | 75 %  |
| IGN            | US   | 54 %  |
| Jeuxvideo.com  | FR   | 13/20 |